# Gannia salsoli
Gannia salsoli är en insektsart som beskrevs av Pieter D. Theron 1979. Gannia salsoli ingår i släktet Gannia och familjen dvärgstritar. Inga underarter finns listade i Catalogue of Life.